# Vivian Inez Archibald
Vivian Inez Archibald CBE (sinh ngày 01 tháng 2 năm 1945 ) là một chính trị gia và doanh nhân người Quần đảo Virgin thuộc Anh đã từng là Phó Thống đốc Quần đảo Virgin thuộc Anh kể từ tháng 9 năm 2008. Vào ngày 21 tháng 8 năm 2008, Meg Munn, người nắm giữ danh mục đầu tư cấp bộ của Anh cho Lãnh thổ hải ngoại vào thời điểm đó, đã chỉ thị cho Thống đốc Quần đảo Virgin thuộc Anh bổ nhiệm Archibald làm Phó Thống đốc. Inez Archibald nhậm chức Phó Thống đốc Quần đảo Virgin thuộc Anh vào ngày 15 tháng 9 năm 2008 
Archibald có bằng cử nhân kinh tế và quản trị kinh doanh tại Đại học Rollins. Cô cũng đã nhận được bằng thạc sĩ về tôn giáo từ Đại học Stetson và bằng thạc sĩ thứ hai về thần thánh từ Đại học Emory.
Chồng của Archibald bốn mươi tám tuổi, luật sư nổi tiếng của Quần đảo Virgin thuộc Anh là Joseph Archibald, qua đời vào ngày 3 tháng 4 năm 2014. Họ có ba cô con gái.
Archibald được bổ nhiệm làm Tư lệnh của Đế chế Anh (CBE) trong Danh hiệu Năm mới 2015.

## Cơ quan chính trị
| Cơ quan chính trị                    | Cơ quan chính trị                                           | Cơ quan chính trị           |
| ------------------------------------ | ----------------------------------------------------------- | --------------------------- |
| Trước bởi </br> Reuben W. Vanterpool | Chủ tịch Hạ viện </br> 20032002007                          | Sau bởi </br> Roy Mitchigan |
| Trước bởi </br> Elton Georges        | Phó Thống đốc Quần đảo Virgin thuộc Anh </br> 2008 20162016 | Sau bởi </br> Rosalie Adams |